# سوئیشر (آیووا)
سوئیشر (به انگلیسی: Swisher) یک شهر در ایالات متحده آمریکا است که در شهرستان جانسون، آیووا واقع شده‌است. سوئیشر ۲٫۱۲ کیلومتر مربع مساحت و ۸۷۹ نفر جمعیت دارد و ۲۴۱ متر بالاتر از سطح دریا واقع شده‌است.